# Donata Benker
Donata Benker (* 1982 in Nürnberg) ist eine deutsche Malerin.

## Leben
Von 2002 bis 2006 studierte Donata Benker Malerei und Kunstpädagogik an der Akademie der Bildenden Künste in Nürnberg bei Peter Angermann. Im darauffolgenden Jahr erhielt Benker ein Stipendium für ein Studium der Malerei an der Hochschule der Bildenden Künste in Helsinki (Finnland). 2007 setzte sie ihr Studium der Malerei an der Akademie der Bildenden Künste in Nürnberg bei Thomas Hartmann fort, der sie 2009 zur Meisterschülerin ernannte.

## Ausstellungen
- 2014: Beat To The Space in der Bode Galerie & Edition, Nürnberg
- 2014: Artist's Room - Chapter 1 Bode Project Space @ Daegu, Daegu (Südkorea)
- 2013: Offen auf AEG, Nürnberg
- 2013: Where the sidewalk ends Kronacher Kunstverein e.V., Kronach
- 2013: KIAF, Seoul/Südkorea; Daegu Art Fair, Daegu/Südkorea
- 2013: Donata Benker und Philipp Findeisen, ZWEIzuEINS Kunstverein Erlangen, Erlangen
- 2012: Based on A.D. - Reflexionen zu Albrecht Dürer Ausstellung in der Bode Galerie, Nürnberg
- 2012: Summertime von fraunberg art gallery, Düsseldorf
- 2012: As Time Goes By Anna Borowy, Donata Benker, LoriField, Mara Wagenführ - janinebeangallery, Berlin
- 2012: AAF Los Angeles, Micaela Gallery
- 2012: Randbezirke Galerie Greulich, Frankfurt am Main
- 2011: zwischen hier und gleich janinebeangallery, Berlin
- 2011: AAF New York; SCOPE New York; Los Angeles Art Show
- 2010: Ausstellung zur Verleihung des Eberhard Dietzsch Preises für Malerei, Gera
- 2010: Neuentdeckungen! Bode Galerie, Nürnberg
- 2009: Blurring BoundariesAusstellungshalle der Akademie der Bildenden Künste, Nürnberg
- 2009: Pavillon Fünfzehn Akademie-Galerie, Nürnberg
- 2008: Der Blick nach Aussen Museum der Stadt Ratingen
- 2007: Haut Akademie-Galerie, Nürnberg

## Sammlungen
- Sammlung SØR Rusche
- Sammlung Fürstenberg